# Joaquim Cuatrecases i Diumaró
Joaquim Cuatrecases i Diumaró (Sant Martí de Provençals, 1849 - 1936 o posterior) va ésser un fabricant i un dels principals dirigents del Centre Catalanista Provensalench, on fins i tot ocupà la presidència.
S'adherí al Primer Congrés Catalanista (1880) i signà el Missatge a la Reina Regent (1888). Més endavant, i una vegada constituïda la Unió Catalanista (1891), fou designat delegat a les Assemblees de Manresa (1892), Reus (1893), Balaguer (1894), Olot (1895), Girona (1897) i Terrassa (1901).
També donà suport a la Solidaritat Catalana (1906).
Contribuí a finançar i posteriorment a dirigir l'Harinera Montserrat, que el seu gendre Josep Ensesa i Pujadas obrí el 1898 a Girona.